# Taleb Nematpur
Taleb Nematpur, pers. طالب نعمت‌پور (ur. 19 września 1984 w Kuhdaszcie) – irański zapaśnik startujący w stylu klasycznym, mistrz świata.
Startuje w kategorii wagowej do 84 kg. Złoty medalista mistrzostw świata z Budapesztu w 2013 roku. Mistrz Igrzysk Azjatyckich 2010. Mistrz Azji w 2009, drugi w 2008 i trzeci w 2013. Pierwszy w Pucharze Świata w 2011, 2012 i 2014; drugi w 2008 i 2013; trzeci w 2010. Akademicki mistrz świata w 2012 roku.